# Anton Langer
Anton Langer (* 12. Jänner 1824 in Wien; † 7. Dezember 1879 ebenda) war ein österreichischer Schriftsteller und Journalist.

Lithographie von Vinzenz Katzler, 1875

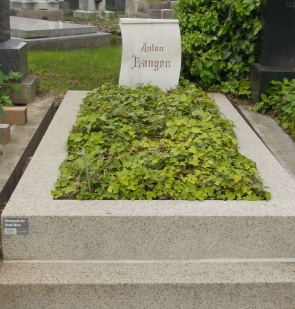
Grabstätte von Anton Langer

## Leben
Anton Langer wuchs in der Wiener Vorstadt Laimgrube auf. Sein Vater war Fragner (Händler) und Greißler. Von 1835 an besuchte er das Schottengymnasium und wechselte 1841 an die Hochschule. Dort studierte er bis 1844 an der Fakultät für philosophische Studien. Parallel veröffentlichte er erste Novellen und Gedichte für Ludwig August Frankls Sonntagsblätter, Adolf Bäuerles Wiener Theaterzeitung und Isidor Buschs Kalender und Jahrbuch für Israeliten. In rascher Folge konnte Langer in weiteren Zeitschriften publizieren.
Im Juni 1848 veröffentlichte Moritz Gottlieb Saphir in seinem Volksblatt Der Humorist Langers bekanntes Barrikadenlied. In dem Flugblatt Oestreich als Republik verkündete Langer im selben Jahr: „Die östreichische Republik ist ein Unding, eine Unmöglichkeit, ein Fantasiebild ohne Halt, ein Nichts. Oestreich ist ein historischer Staat, und wird es in der Constitution bleiben, wie er es in der Monarchie war.“ Wenig später gründete er mit August Wilhelm Just das Sommertheater Arena, auch die Hernalser Arena genannt. Im März 1850 übernahm er als Herausgeber und alleiniger Redakteur die seit 1832 im Wiener Dialekt geschriebene Zeitschrift Hans Jörgel von Gumpoldskirchen, die er bis zu seinem Tod weiterführte. Das Blatt unterlag seit seiner Gründung mehreren Namenswechseln. Zusätzlich gab er einen Volkskalender für Humor und Ernst heraus, in dem er vor allem eigene Erzählungen und Gedichte platzierte.
Langer schrieb mehr als 100 Erzählungen, Novellen und Romane, sowie über 120 Theaterstücke für die Wiener Volksbühnen. Seine Textproduktion wird insgesamt der Trivialliteratur oder dem Feuilletonroman zugerechnet. Eine Gesamtübersicht existiert nicht. Anfänglich waren es Gedichte und „historische Novellen“, wie Die weiße Rose von Mechelen, Lomniczki von Budecz oder Ephraim Reubl. Später waren fast immer die Wiener Geschichte, Lebensart und Zustände seine Themen. Er übersetzte auch etwa 150 englische und französische Romane.
Die in vielen von Langers Romanen idealisierte Figur des Kaisers Joseph II. stand bei ihm vorbildhaft für eine vom Staat getragene Aufklärung. Er kontrastierte sie mit den verbreiteten Verschwörungstheorien gegen Jesuiten oder andere Ordensgestalten, die in seinen Texten symbolhaft die Reaktion verkörpern. Doch galten seine Vorbehalte nicht dem Katholizismus insgesamt.
Anton Langer war in erster Ehe mit einer Chorsängerin und in zweiter Ehe mit der Schauspielerin Therese Stummer verheiratet. Beide Partnerinnen waren Jahre vor ihm verstorben. Langer selbst starb nach kurzer Krankheit in seiner Wohnung im alten Dreilauferhaus, in dem auch Ludwig Anzengruber geboren wurde. Er wurde auf dem Wiener Zentralfriedhof (Gruppe 12D, Reihe 1, Nummer 12) beerdigt. Freunden gegenüber soll er vor seinem Tod geäußert haben, „die Baner thuns nit mehr, die möchten sich ausruh'n – am Centralfriedhof.“
Im Jahr 1894 wurde die Anton-Langer-Gasse in Wien-Hietzing nach ihm benannt.

## Werke (Auswahl)
Romane
- Ein Denunciant von Anno Neune. Herzabek, Prag und Hübner, Leipzig 1854 (Digitalisat).
- Der letzte Fiaker. Ein Roman aus dem Wiener Volksleben. Hartleben, Pest, Wien und Leipzig 1855 (Digitalisat Band 1), (Band 2).
- Die Carbonari in Wien oder Der Mann mit der weissen Leber. Charakterbild aus dem Wiener Leben. Hartleben, Pest, Wien und Leipzig 1857 (Digitalisat).
- Ein Grafenkind. Lechner, Wien 1860 (Digitalisat).
- Geschichtenbuch des Hans Jörgel. 2 Bände. Dirnböck, Wien 1865.
- Die Schwester von Neudorf. Volks-Roman. Dirnböck, Wien 1866 (Digitalisat).
- Der alte Naderer. Roman aus dem Wiener Volksleben. Dirnböck, Wien 1867 (Digitalisat). Mit der 3. Auflage 1868 umbenannt in Ein Wiener Polizei-Agent von anno 48.
- Das Galgenmandl. Eine Geschichte aus der Pestzeit. Dirnböck, Wien 1867 (Digitalisat).
- Ein Polizei-Agent von anno 48. Ein Roman aus dem Wiener Volksleben. Dirnböck, Wien 1868 (Digitalisat).
- Die weiße Frau in der Hofburg zu Wien. Volksroman. Selbstverlag des Herausgebers, Wien 1869 (Digitalisat Band 1).
- Gespenster am hellen Tag. Sittenroman aus Wiens Gegenwart. Selbstverlag des Herausgebers, Wien 1871 (Digitalisat).
- Excellenz und G'frettbruder. Original-Volksroman. Dorr, Wien 1874 (Digitalisat).

Theaterstücke
- Oesterreicher in Schleswig. Patriotisches Gemälde in 2 Bildern mit Gesang. 1855.
- Ein Judas von Anno Neune. Original-Charakter-Gemälde in 3 Akten und einem Nachspiele in 1 Akt, Wien 1856 (Digitalisat). 1878 erneut abgedruckt unter dem durch die Aufführungen bekannten Titel Ein Judas im Frack.
- Der Aktien-Greitzler. Original-Posse mit Gesang in 3 Akten. Klopf und Gutsch, Wien 1856 (Digitalisat).
- Die Mehlmesser-Pepi. Original-Posse mit Gesang in 3 Akten. Lell, Wien 1857 (Digitalisat).
- Ein Prater-Wurstl. Original-Lebensbild mit Gesang in 3 Akten. Lithographische Anstalt, Wien 1858 (Digitalisat).
- Der Werkelmann und seine Familie. Original-Lebensbild mit Gesang in drei Akten. Lithographische Anstalt, Wien 1858 (Digitalisat).
- Ein Wiener Freiwilliger. Lebensbild mit Gesang in zwei Aufzügen und einem Vorspiel. (Wiener Volks-Bühne, Band 1) Dirnböck, Wien 1859 (Digitalisat).
- Ein Hausmeister aus der Vorstadt. Original-Posse in drei Akten. (Wiener Volks-Bühne, Band 2) Dirnböck, Wien 1859 (Digitalisat).
- Eine Ausspielerin. Original-Posse mit Gesang in drei Akten. 1859.
- Strauß und Lanner. Lebensbild mit Gesang in drei Akten. 1859.
- Ein Federfuchser. Posse mit Gesang in einem Akt. Kolbe, Berlin 1863 (Digitalisat).
- Christkindl. Genre-Bild mit Gesang in einem Aufzuge. Löwenthal, Wien 1864 (Digitalisat).
- Ein Wort an den Minister. Genrebild in einem Aufzuge. Dirnböck, Wien 1864.
- Vom Schützentage. Lustspiel in 1 Aufzug. Landvogt, Wien 1868.
- Angot die Tochter der Halle. Komische Oper in drei Akten. Rosner, Wien 1874 (Digitalisat).
- Wo ist denn's Kind?. Wiener-Posse mit Gesang in vier Akten. Mutze, Leipzig 1876.

Übsetzungen
- Die Caxtons. Ein Familiengemälde. Von Edward Lytton Bulwer; Aus dem Englischen von Anton Langer (Belletristisches Lese-Cabinet der neuesten und besten Romane aller Nationen in sorgfältigen Uebersetzungen Nr. 1). 1850.
- Die Schicksals-Prophezeiung. Von Eugène Sue. Deutsch von Anton Langer (Belletristisches Lese-Cabinet der neuesten und besten Romane aller Nationen in sorgfältigen Uebersetzungen Nr. 37). Hartleben, Leipzig 1851.
- Miss Mary, die Erzieherin (Belletristisches Lese-Cabinet der neuesten und besten Romane aller Nationen in sorgfältigen Uebersetzungen Nr. 36). 1851.
- Cerisette. Von Paul de Kock. 5 Bände. Aus dem Französischen des Paul de Kock übersetzt von Anton Langer (Belletristisches Lese-Cabinet der neuesten und besten Romane aller Nationen in sorgfältigen Uebersetzungen Nr. 42). 1850, 1851.
- Die Schöne mit der Make. Von Maximilian Perrin. Der Steinmetz von Saint Point. Von A. de Lamartine. Ranthorpe. Von George Henry Lewes. Deutsch von Anton Langer (Belletristisches Lese-Cabinet der neuesten und besten Romane aller Nationen in sorgfältigen Uebersetzungen Nr. 78). 1848, 1851.